# Tour de France 2011
Tour de France năm 2011 là Tour de France thứ 98. Nó bắt đầu vào ngày 2 tháng 7 năm 2011 với-180 km (110 dặm) giai đoạn đầu tiên du Passage Gois, và kết thúc trên đại lộ Champs-Elysées ở Paris vào ngày 24 tháng 7 năm 2011. Các tuyến đường hoàn thành của Tour de France 2011 đã được công bố trong tháng 10 năm 2010. Các tuyến đường vào Ý cho một phần của hai giai đoạn, trong đó có một dừng lại qua đêm.
Sự nhấn mạnh trên dãy Alps vào năm 2011, như đã đua trên dãy núi Pyrenées trong năm 2010, kỷ niệm 100 năm của những đỉnh núi đầu tiên được đến thăm trong Tour. Col du Galibier là đường đua hai lần trong cuộc đua và giai đoạn 18 lần đầu tiên peloton hoàn thành vào 2645 mét đèo. Đây là đỉnh cao nhất trong lịch sử Tour, đánh bại các kết thúc của du Col Granon (2.413 m) trong Tour de France 1986. Đối với chỉ lần thứhai kể từ năm 1967, Tour 2011 bắt đầu với một giai đoạn bắt đầu hàng loạt thay vì một lời mở đầu, dịp cuối năm 2008. Cua rơ người Úc Cadel Evans giành chiến thắng trong Tour de France 2010.